# یوهان فون لیرس
یوهان فون لیرس (به آلمانی: Johann von Leers) یا الیاس عمر امین (۱۹۰۲ - ۱۹۶۵) یک پروفسور آلمانی بود که برای بحثهای ضد یهودی اش شناخته می‌شود. او یکی از مهمترین ایدئولوگهای رایش سوم بود و بعدها در وزارت اطلاعات مصر خدمت کرد. او برای گوبلز در آلمان، خوآن پرون در آرژانتین و جمال عبدالناصر در مصر کار کرد. او به اسلام گروید و نام اش را به عمر امین تغییر داد.